# 婺源站
婺源站位于中国江西省上饶市婺源县，是合福客运专线及衢九铁路沿线的一座车站，2013年9月始建，2015年1月4日建成，同年6月28日随合福客运专线一同开通。
婺源站每日平均发送旅客约5,000人次。在春季，婺源站独特的“花运”模式以应对来婺源赏花的大量客流。在“花运”期间车站日均发送客流突破10,000人次。

## 车站结构

### 站房
婺源站站房面积5999平方米，其中中间主楼高14.4米，两侧附楼高13.7米。站房外立面通过马头墙托起六根花柱和木色百叶等徽派建筑元素，体现“徽路花语”的设计概念。售票处位于南侧附楼，设有5个售票窗口和6台自动售票机；进站口和候车室位于车站中部，面积1936平方米，最高聚集人数1500人；内设有“天佑情”服务台，以提供咨询服务；出站口位于北侧附楼。
婺源站的站前广场中央立有詹天佑塑像，两侧分别设有展现婺源当地砚台文化和茶文化的雕塑，以展现当地文化。
- 婺源站鸟瞰
- 站房内部
- 站前广场及詹天佑雕像
- 站前广场的晒秋

### 站场
婺源站设有两个站场：合福场为2台5线（含2条正线），于2015年6月28日投入使用；衢九场为2台5线（含2条正线）；两场之间设有联络线，往来九江与福建之间的列车无需换向。
| 2F | 7站台    | 衢九铁路 往衢州方向（德兴东站）         |
| 2F | 岛式站台 |                                         |
| 2F | 6站台    | 衢九铁路 往衢州方向（德兴东站）         |
| 2F | 通过线   | 衢九铁路 上行列车通过线                 |
| 2F | 通过线   | 衢九铁路 下行列车通过线                 |
| 2F | 5站台    | 衢九铁路 往九江方向（桥上村站）         |
| 2F | 岛式站台 |                                         |
| 2F | 4站台    | 衢九铁路 往九江方向（桥上村站）         |
| 2F | 3站台    | 合福客运专线 往福州方向（德兴站）       |
| 2F | 岛式站台 |                                         |
| 2F | 2站台    | 合福客运专线 往福州方向（德兴站）       |
| 2F | 通过线   | 合福客运专线 下行列车通过线             |
| 2F | 通过线   | 合福客运专线 上行列车通过线             |
| 2F | 1站台    | 合福客运专线 往合肥北城方向（黄山北站） |
| 2F | 侧式站台 |                                         |
| 1F | 站房     | 出站口、进站口、售票、候车、检票口      |